# Club Handbol Mallorca
El Club Handbol Mallorca es un club de balonmano de la localidad de Marrachí que fue fundado en 1997, que actualmente juega en la División de Honor Plata tras su ascenso en 2023.

## Organigrama deportivo

### Jugadores
| Nº | Nombre            | Edad | Posición          | Altura (m) |
| -- | ----------------- | ---- | ----------------- | ---------- |
| 1  | Jesús L.          | 21   | Portero           | 1.90       |
| 16 | Magnol Suárez     | 30   | Portero           | 2.03       |
| 47 | Antonio Castro    | 26   | Pivote            |            |
| 8  | Matías Cañellas   | 24   | Central           |            |
| 24 | Agustín Marcos    | 26   | Central           |            |
|    | Luisma de Goya    | 20   | Lateral izquierdo | 1.94       |
|    | Fede Giménez      | 24   | Lateral izquierdo | 1.98       |
|    | Mikita Liavonau   | 27   | Lateral izquierdo | 1.95       |
|    | Guillem Monjo     | 20   | Lateral izquierdo | 1.95       |
|    | Alex Guimerà      | 30   | Lateral izquierdo | 1.84       |
| 32 | Nicolás Cecchini  | 29   | Lateral derecho   |            |
|    | Dídac Romero      | 22   | Lateral derecho   | 1.92       |
| 6  | Aarón Pardo       | 22   | Extremo izquierdo | 1.81       |
| 11 | Guillem Fernández | 22   | Extremo izquierdo |            |
| 16 | Rubén Sánchez     | 28   | Extremo derecho   |            |
|    | Martín Dávila     | 24   | Extremo derecho   | 1.82       |
| 13 | Asier Satrustegui | 29   | Pivote            | 1.91       |
| 87 | Sergio Torio      | 21   | Pivote            |            |

### Traspasos
Traspasos para la temporada 2023–24
Altas
- Martín Dávila (ED) desde ( BM Alarcos)
- Fede Giménez (LI) desde ( Folshchviller HB)
- Dídac Romero (LD) desde ( BM Granollers "B")
- Luisma de Goya (LI) desde ( HBV Jena 90)
- Mikita Liavonau (LI) desde ( BM San José Obrero)
- Guillem Monjo (LI) desde ( BM Secar del Real)
- Alex Guimerà (LI) desde ( BM Secar del Real)
- Pol Varela (PO) desde ( Handbol Sant Cugat)

Bajas
- Luis Arnau (CE) al ( BM Alarcos)
- Javier Rengel (ED)
- Glonan Melgarejo (LI)
- Tomeu Salom (LI)
- Óscar Ruiz (PO)
- Antonio García (ED)
- Nils Nasgowitz (LI)
- Finn Jakob Brenken (PO)

### Cuerpo técnico
- Entrenador: Fernando González
- Ayte. Entrenador: David Vegas
- Oficial: Sergio Sánchez
- Oficial: Carolina Ribes
- Oficial: Luis Llopis